# ダニエル・アフリイェ
ダニエル・アフリイェ（Daniel Afriyie, 2001年6月26日 - ）は、ガーナ・クマシ出身のサッカー選手。FCチューリッヒ所属。ポジションはミッドフィールダー。

## 経歴
プロキャリアは母国ガーナではなく、ブルキナファソのラヒモFCで始める。
2019年、ガーナに戻りアサンテ・コトコSCのトライアルを受けたが落選。2020年1月15日、アクラ・ハーツ・オブ・オークと3年契約を結んだ。翌2020-21シーズンにはハーツのガーナ・プレミアリーグ優勝に貢献し、ヒュンダイ・ヴェロスターを贈呈された。さらに、2021-22シーズンはハーツのチーム内得点王となった。
2023年1月3日、FCチューリッヒに移籍した。

### 代表
2021年8月3日、ガーナ代表に初招集された。
2022 FIFAワールドカップの本大会メンバーにも選出された。

## 代表歴

### 出場大会
- ガーナ代表
  - 2022 FIFAワールドカップ

### 試合数
- 国際Aマッチ 9試合 4得点（2022年-）[8]

| ガーナ代表 | 国際Aマッチ | 国際Aマッチ |
| 年         | 出場        | 得点        |
| ---------- | ----------- | ----------- |
| 2022       | 7           | 3           |
| 2023       | 2           | 1           |
| 通算       | 9           | 4           |